# 尿素回路異常症
尿素回路異常症(または尿素サイクル異常症)とは、遺伝的な問題によって尿素回路の一部が適切な機能を果たせなくなり高アンモニア血症などのさまざまな症状を呈する疾病の総称である。

## 尿素回路異常症の一覧
| 疾病名                                                | 原因タンパク質                                                    | 酵素 略号 | 場所             | OMIM 番号 | KEGG 番号 |
| N-アセチルグルタミン酸合成酵素欠損症                  | N-アセチルグルタミン酸合成酵素                                    | NAGS      | ミトコンドリア   | #237310   | H01032    |
| カルバモイルリン酸合成酵素I欠損症                     | カルバモイルリン酸合成酵素I                                       | CPS1      | ミトコンドリア   | #237300   | H00164    |
| オルニチントランスカルバミラーゼ欠損症                | オルニチントランスカルバミラーゼ                                  | OTC       | ミトコンドリア   | #311250   | H00187    |
| シトルリン血症 I型 (アルギニノコハク酸合成酵素欠損症) | アルギニノコハク酸合成酵素                                        | ASS       | 細胞質           | #215700   | H00185    |
| アルギニノコハク酸尿症 (ASA)                          | アルギニノコハク酸リアーゼ                                        | ASL       | 細胞質           | #207900   | H01028    |
| 高アルギニン血症                                      | アルギナーゼ                                                      | ARG       | 細胞質           | #207800   | H00186    |
| HHH症候群 (オルニチントランスロカーゼ欠損症)          | オルニチントランスポーター (オルニチントランスロカーゼ、SLC25A15) | -         | ミトコンドリア膜 | #238970   | H01268    |